# Amadeu Magalhães
Amadeu Magalhães (Dornelas, Boticas, 1969) é um músico multi-instrumentista português, licenciado em Música. Especializou-se em instrumentos tradicionais portugueses, como o cavaquinho. Publicou dois álbuns, "O Cavaquinho do Amadeu", em 2015, dedicado a este instrumento e "Cavaquinho à Portuguesa", em 2024, com o apoio do Fundo Cultural da SPA. Também participou em álbuns de vários artistas conceituados, como José Cid, Dulce Pontes e Fausto.

## Biografia
Amadeu Magalhães nasceu em 1969, na localidade de Dornelas, no concelho de Boticas.
Começou a sua carreira na música numa banda filarmónica, onde tocou como clarinetista. Em 1988, quando estava a estudar em Coimbra, entrou no Grupo de Etnografia e Folclore da Academia de Coimbra, onde aprendeu a tocar diversos instrumentos tradicionais de Portugal, como autodidacta. Profissionalizou-se como músico em 1990, integrando o grupo Realejo, do qual se tornou posteriormente responsável e diretor musical. Também fez parte do grupo de música antiga Ars Musicae, como instrumentista de sopro. Em 2015 lançou o seu primeiro álbum a solo, Cavaquinho do Amadeu, tendo sido o primeiro disco publicado com chancela de Associação Cultural Museu do Cavaquinho, com distribuição da Tradisom. Em Setembro desse ano, participou no programa Viva a Música da Antena 1, para promoção do seu disco. Foi considerado como «um dos melhores instrumentistas do país» pelo portal da Internet Cavaquinho Performance, que reúne várias informações sobre aquele instrumento tradicional português.
Colaborou como instrumentista em álbuns de várias bandas e artistas, como Né Ladeiras, Quadrilha, Anabela, José Cid, Dulce Pontes e Fausto. Numa entrevista de José Cid ao portal Timeout sobre o seu álbum Fados, Fandangos, Malhões… e uma Valsinha, o artista afirmou que Amadeu Magalhães tinha tido «a participação mais genial» do disco, e classificou-o como «um musicólogo profundo de música popular. Tanto toca bem braguesa, como concertina, cavaquinhos, gaitas de foles, flautas ou guitarra portuguesa.». Amadeu Magalhães também colaborou com José Cid como escritor da música Que Bem Que Baila a Moura, que foi publicada no disco Puro, da fadista Matilde Cid. Começou a acompanhar a fadista Dulce Pontes em 2004, tendo por exemplo tocado bandolim, flauta e gaita-de-foles, no álbum Peregrinação, publicado em 2017. Participou como instrumentista em cavaquinho no álbum Nome Próprio de Ana Bacalhau, lançado em 2017, no tema Oh! Meu pequeno país da cantora Viviane, gravado em 2020, e no disco Escapismo, de Ricardo Martins, lançado em 2021.
Em Junho de 2014, foi um dos artistas principais no festival de música Violas do Atlântico, como intérprete de viola toeira de Coimbra. Em Agosto desse ano, esteve presente num concerto de Dulce Ponte em Segóvia, em Espanha, onde tocou cavaquinho, gaita-de-foles, concertina, flauta e bandolim. Em 2015, tocou cavaquinho e outros instrumentos em concertos de Dulce Pontes na cidade de Havana, em Cuba, e no Festival Mestiza , na Argentina. Em Março de 2017, acompanhou a cantora num concerto no Teatro Tivoli, em Lisboa, como instrumentista em bandolim, flauta, gaita-de-foles e acordeão. Nesse mês também acompanhou a cantora espanhola María Salgado num concerto em Valladolid. Em Maio de 2018, foi um dos intérpretes num concerto no Conservatório de Coimbra, onde também tocaram José Cid, Fausto Bordalo Dias, Né Ladeiras, e Jorge Duarte. Nesse mês, foi um dos artistas convidados num concerto do cantor Mário Mata. Também esteve presente na edição de 2018 do Festival Internacional de Música de Plectro, em Gondomar. Em 2020, marcou presença no Festival Violas do Atlântico como instrumentista de viola toeira. Em 2021, foi um dos artistas convidados para os documentários Coimbra: História de uma Canção e Artur entre Paredes, ambos como especialista em cavaquinho.
Em 1994 começou a trabalhar na secção de Fado da Associação Académica de Coimbra como professor em instrumentos tradicionais, nomeadamente de cavaquinho, bandolim, guitarra, concertina, flauta e gaita de foles. Também está integrado naquela secção, como responsável musical do grupo de cordas. Foi igualmente professor no Grupo de Etnografia e Folclore da Academia de Coimbra. Uma das suas alunas mais destacadas naquela instituição foi Patrícia Pereira, que se afirmou como concertinista. Em 2021, foi um dos vencedores do concurso Convocatória Aberta, organizado pela Comunidade Intermunicipal da Região de Coimbra, que homenageou várias iniciativas a nível regional relacionadas com música ou arte sonora. Em 2022, atuou na cerimónia de abertura da 46th ICTM World Conference, tocando cavaquinho português e viola braguesa.
Em 2022 compôs a banda sonora da série "Viagem a Portugal", um programa da RTP que se enquadra nas comemorações do centenário do nascimento de José Saramago e assinala também a reedição da obra editada exatamente há 40 anos.
Em 2024 e com o apoio do Fundo Cultural da SPA, editou o CD "Cavaquinho à Portuguesa", álbum com adaptações de temas tradicionais, originais e versões de alguns compositores portugueses, como Anthero da Veiga, Carlos Seixas, Pedro Caldeira Cabral e António Pinho Vargas.
Em 2025, lançou uma reedição exclusivamente digital do seu primeiro álbum, O Cavaquinho do Amadeu, com nova capa e informações corrigidas. Esta reedição teve como objetivo repor a intenção estética original do autor, dando maior visibilidade à sua identidade enquanto intérprete e criador.

## Atividade Artística
- Grupo de Etnografia e Folclore da Academia de Coimbra (GEFAC)
- Realejo (1990- ) Diretor musical.
- Ars Musicae (1990- ) música medieval e renascentista
- Quadrilha
- Fausto
- Dulce Pontes
- José Cid
- Roberto Leal
- Né Ladeiras
- Brigada Victor Jara
- Anabela
- Chico César
- Clau
- Ginga
- Paulo Bragança
- Paulo de Carvalho
- Terra D'água
- Uxia
- Zeca Medeiros
- Helena Lavouras
- Luis Represas
- Secção de fado da AAC
- Et coetera

## Discografia
- Realejo - Sanfonia (1995)
- Realejo - Cenários (1997)
- Realejo - Ruja Ruja, quem quiser que fuja (2011)
- O Cavaquinho do Amadeu (2015)
- Grupo de cordas da secção de fado da AAC - No Palheiro - Produção (2001)
- Grupo de cordas da secção de fado da AAC - ComTradições - Produção (2015)
- Né Ladeiras - Outras Vidas - Produção (2016)
- Teto do Mundo - EP (2022)
- Cavaquinho à Portuguesa (2024)
- O Cavaquinho do Amadeu — Reedição digital (2025, com nova apresentação gráfica e correções editoriais)

## Participação em Discos
- Fausto - Crónicas da terra ardente
- Fausto - Atrás dos tempos vêm tempos
- Fausto - A ópera mágica do cantor maldito
- Dulce Pontes - O Coração Tem Três Portas
- Dulce Pontes - Momentos
- Dulce Pontes - Peregrinação
- Dulce Pontes - Perfil
- Janita Salomé - Vinho dos amantes
- José Cid - Baladas da minha vida
- José Cid - Ao vivo no Campo Pequeno
- José Cid - Coisas do Amor e do Mar
- José Cid - Quem Tem Medo de Baladas
- José Cid – Clube Dos Corações Solitários Do Capitão Cid
- José Cid – Fados, Fandangos, Malhões... E Uma Valsinha
- José Cid – Vozes Do Além
- Roberto Leal - Reencontro
- Roberto Leal - Canto da Terra
- Roberto Leal - Raiç / Raízes (2009)
- Casino Royal - My Moon
- Né Ladeiras - Todo Este Céu
- Né Ladeiras - Outras Vidas
- Anabela - Origens
- Chico César - Mama Mundi
- Clau - ConTradições
- Ginga - Celebratio
- Paulo Bragança - Lua Semi-nua
- Terra D'Água - A terra do Zeca
- Helena Lavouras - Helena Cant'autores Açorianos
- Classificados - Perdidos e Achados
- João Balão - Cantigas de Amigos
- Frei Fado d'El Rei - Encanto da Lua
- Voz e Guitarra
- Quadrilha - A Cor da Vontade - 2000
- Quadrilha - Deixa que Aconteça
- Ana Bacalhau - Nome Próprio
- Ricardo Martins - Escapismo (2021)
- Jorge Goes - Essências (2023)
- José Cid e To-Zé Brito - Tozé Cid - 1969 a 2023